# Lakei (beroep)

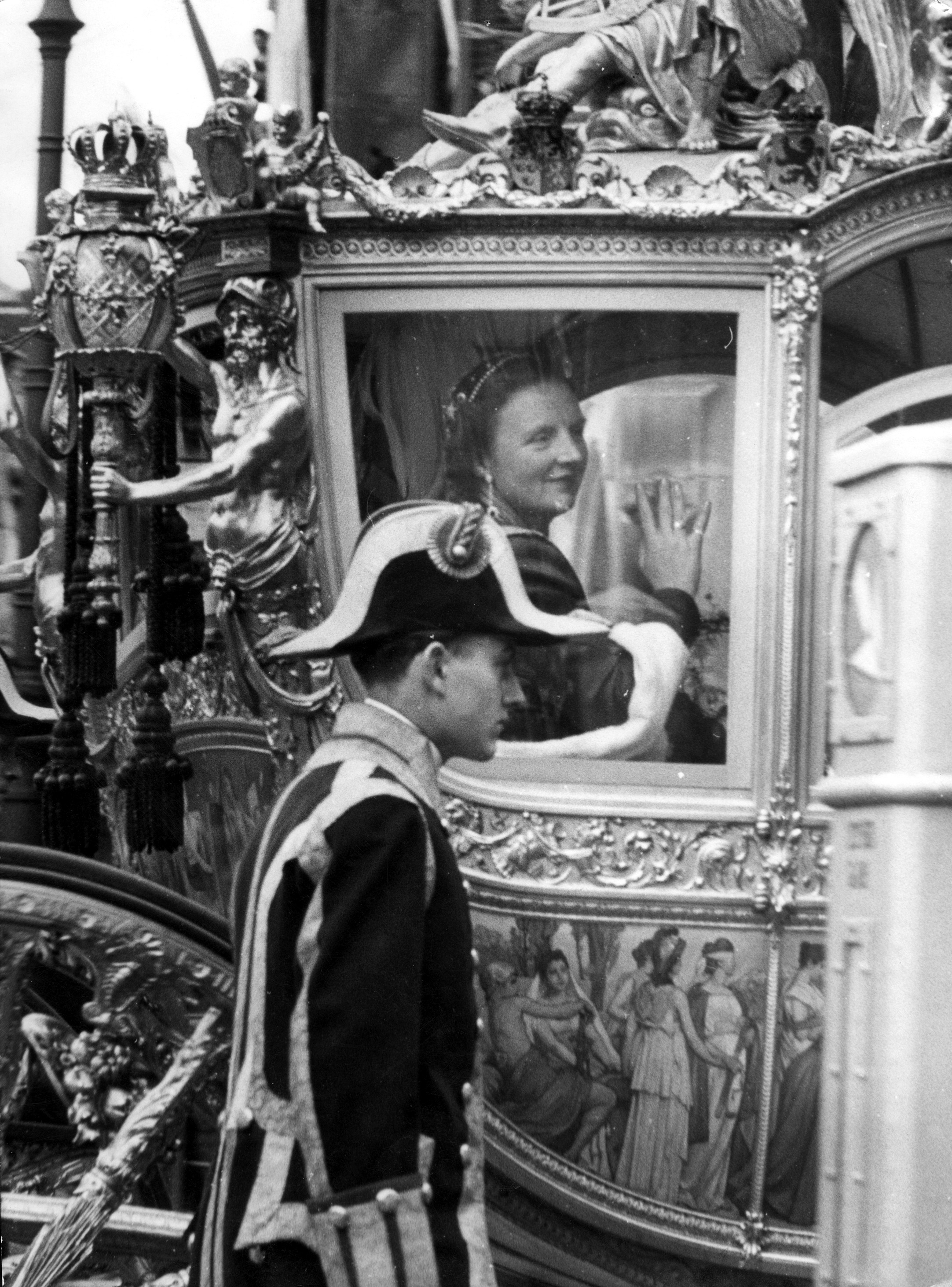
Een lakei in livrei begeleidt de Gouden Koets tijdens de inhuldiging van koningin Juliana

Een lakei is een in livrei geklede dienaar werkend aan een hof.
In het Middelnederlands werd lackay gebruikt. Het woord is ontleend aan het Frans, laquais. Het is ongeveer even oud als het Spaanse lacayo, ‘lichtgewapend voetsoldaat’.
Een lakei maakt deel uit van de koninklijke huishouding. De taak van de lakei bestaat uit het bedienen van leden van de koninklijke familie.
Lakei is een beroep dat van oudsher door mannen werd uitgevoerd; de eerste vrouwelijke lakei is in 2017 aan het Nederlandse hof aangesteld en heeft in dat jaar op Prinsjesdag naast de gala-glasberline gelopen.